# Blair’s After Death Sauce

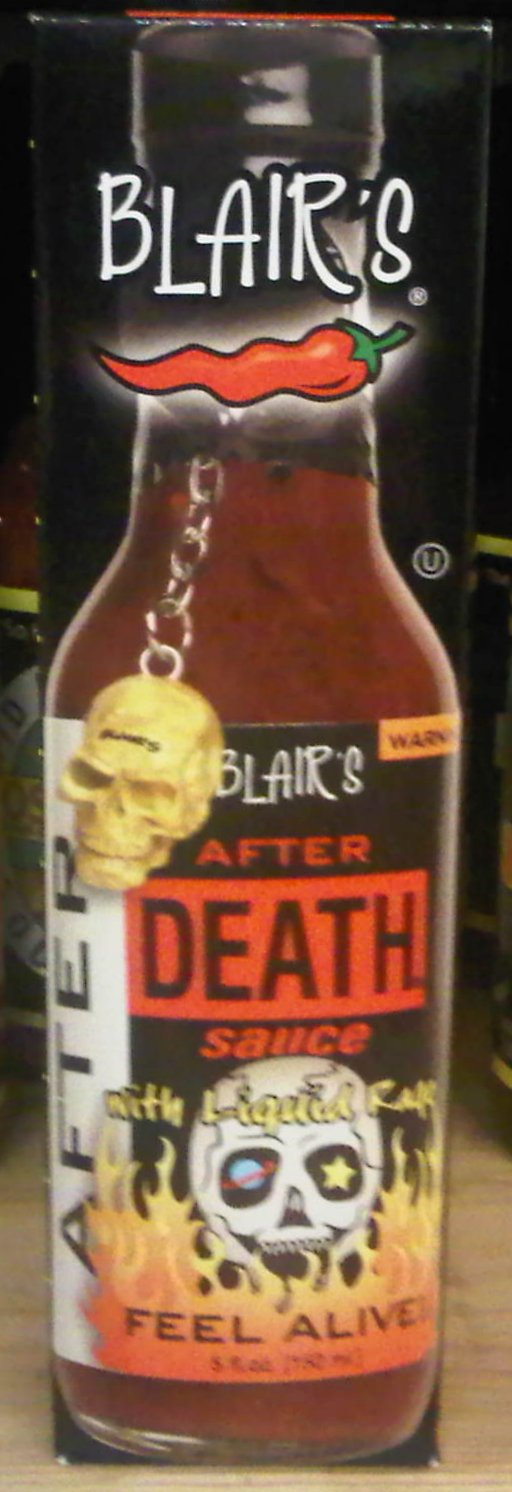
Blair's After Death Sauce egy üzlet polcán

A Blair's After Death Sauce különböző csilipaprikák felhasználásával készült igen erős csípős szósz. Az összetevők között habanero paprika, ecet, Cayenne-bors, só, fokhagyma, chipotle, paprikakivonat, hagyma és egyéb fűszernövények szerepelnek. A szósz állagának fenntartását a kukoricakeményítő és az aszkorbinsav hozzáadása segíti, de a terméket felnyitás után így is hűteni kell, mert nem tartalmaz tartósítószert. A szósz 50 000-es erősségű a Scoville-skálán. A termék gyártója a Las Vegas-i központú Extreme Foods Inc., amely az ír Kerry Group tulajdonában van. Az After Death Sauce a cég Death Sauce termékcsaládjának része. Az ízesítőszer 150 milliliteres kiszerelésben kapható. Az üveghez emberi koponyát formázó reklámajándék kulcstartó van erősítve.